# إليا تسيمبالار
إليا فلاديميروفيتش تسيمبالار، من مواليد 17 يونيو 1969 في أوديسا في أوكرانيا - توفي بتاريخ 28 ديسمبر 2013 في أوديسا في أوكرانيا ، لاعب كرة قدم روسي سابق، ومدرب كرة قدم.
بدأ مسيرته الكروية مع نادي كورنوموريتس في عام 1986، وبعدها لعب مع نادي دينامو أوديسا في عام 1987، وفي عام 1987 انتقل إلى نادي أوديسا، ولعب معهم حتى عام 1989، وفي عام 1989 عاد إلى نادي كوروموريتس، ولعب معهم حتى عام 1993، وفي عام 1993 انتقل إلى نادي سبارتاك موسكو، ولعب معهم حتى عام 1999، وفي عام 2000 لعب مع نادي لوكوموتيف موسكو، وفي موسم 2001/2002 انتقل إلى نادي أنزهي ماخاتشاكالا.
وقد لعب مع منتخب روسيا لكرة القدم في 28 مباراة دولية وسجل 4 أهداف، وفي عام 1992 لعب عددا من المباريات الدولية مع منتخب أوكرانيا لكرة القدم.
وبعد اعتزاله اتجه إلى التدريب.

## روابط خارجية
- إليا تسيمبالار على موقع الاتحاد الدولي (مؤرشف)  (الإنجليزية)
- إليا تسيمبالار على موقع الاتحاد الأوربي (الإنجليزية)
- إليا تسيمبالار على موقع اتحاد أوكرانيا (الإنجليزية)
- إليا تسيمبالار على موقع قاعدة بيانات كرة القدم.إي يو (الإنجليزية)
- إليا تسيمبالار على موقع ناشيونال فوتبول تيمز (الإنجليزية)
- إليا تسيمبالار على موقع Soccerway.com (الإنجليزية)
- إليا تسيمبالار على موقع كووورة